# 樞紐定理

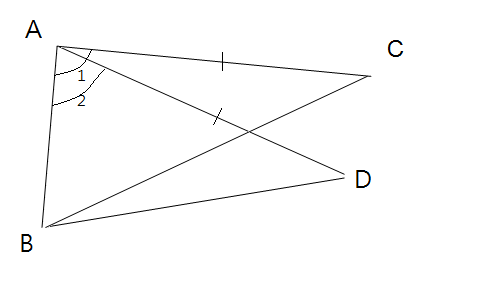

樞紐定理是一個平面幾何定理，是三角形的基本性質之一，通常會以兩組三角形作比較。若有兩組三角形，這兩個三角形有兩組對應邊相等，則三角形的邊所夾的角，角度愈大，則三角形的第三邊也愈大。樞紐定理也有正定理和逆定理之分，正性質是由夾角的角度大小推出第三邊的長短，而逆性質則是由第三邊的長短來推出對角夾角角度大小。

## 由來
樞紐的樞是指門在轉動時的軸心，樞紐又叫「活頁」或「後紐」；紐有脈絡或繫帶的意思。類似一個事情的脈絡或主軸的意思，這邊藉由其夾角轉動來比喻以一個軸心固定兩個邊。

## 證明
證明的方法不只一種，以下給出其中一種證明。如圖，給出兩個三角形，△ABC及△A'B'C'，邊AB=邊A'B'，邊AC=邊A'C'，∠A>∠A'。如圖，將邊AB與邊A'B'重疊。
作∠C'AC的角平分線，交邊BC於D點，連接C'D。
∵邊AD=邊AD
∠CAD=∠C'AD
邊AC=邊AC'
∴△ACD≅△AC'D (SAS全等性質)
故CD=C'D
又一三角形任兩邊之和大於第三邊，邊BD+邊DC'>邊BC'，則邊BD+邊DC>邊BC'，故邊BC>邊B'C'。
- 註：資料來源於參考資料下方文件連結

## 外部連結
- 費馬點
- 梅涅勞斯定理
- 拿破崙三角形
- 歐拉線